# Eupithecia connexa
Eupithecia connexa är en fjärilsart som beskrevs av W. Warren 1899. Eupithecia connexa ingår i släktet Eupithecia och familjen mätare. Inga underarter finns listade i Catalogue of Life.